# Apistobranchus gudrunae
Apistobranchus gudrunae är en ringmaskart som beskrevs av Hartmann-Schröder och Rosenfeldt 1988. Apistobranchus gudrunae ingår i släktet Apistobranchus och familjen Apistobranchidae. Inga underarter finns listade i Catalogue of Life.